# Donzela do Gelo Siberiana

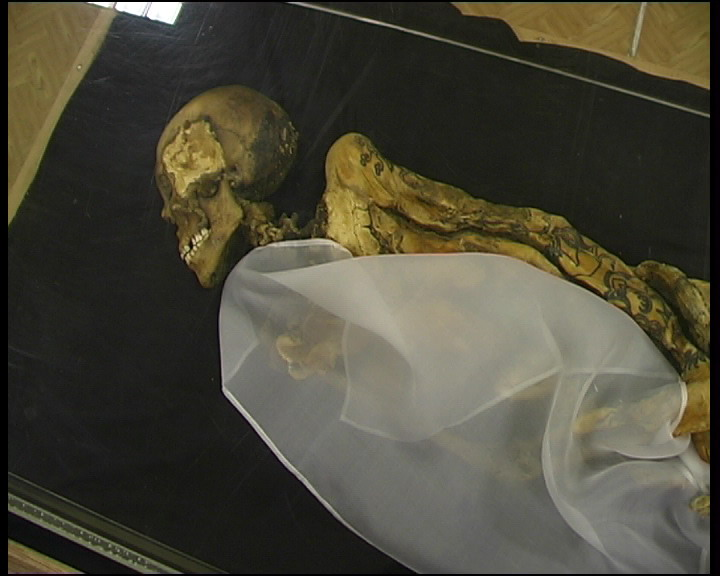
Múmia da Donzela do Gelo Siberiana

A Donzela do Gelo Siberiana, também conhecida como a Princesa de Ukok (em russo:  Принце́сса Уко́ка), a Princesa Altai (em russo:  Алтайская принцесса), Devochka e Ochy-bala (em russo:  Очы-бала, a heroína do épico altaico), é uma múmia de uma mulher do século V a.C., encontrada em 1993 em um kurgan da cultura Pazyryk na República de Altai, Rússia. Foi uma das descobertas arqueológicas russas mais significativas do final do século XX. Em 2012, ela foi transferida para um mausoléu especial no Museu Nacional Republicano em Gorno-Altaisk.
Os restos mumificados da "Donzela de Gelo", uma mulher cito-siberiana que vivia nas estepes da Eurásia no século V a.C., foram encontrados intactos em uma câmara funerária subterrânea. A arqueóloga Natalia Polosmak e sua equipe descobriram a Donzela de Gelo durante o verão de 1993, quando ela era pesquisadora sênior no Instituto Russo de Arqueologia e Etnografia em Novosibirsk. Foi a quarta temporada de Polosmak trabalhando no planalto de Ukok, onde o Instituto continuava suas pesquisas sobre as primeiras habitações do sul da Sibéria. Quase duas décadas depois, existem poucas fontes em inglês disponíveis para a importante descoberta: o artigo da National Geographic de Polosmak de outubro de 1994 e um documentário da BBC (1997) apresentando Polosmak e membros de sua equipe são os mais informativos e acessíveis.
A Donzela do Gelo foi um representante da cultura Pazyryk que prosperou entre os séculos VI e II a.C. nas estepes da Sibéria.
A tumba da Donzela de Gelo foi encontrada no Planalto de Ukok, perto da fronteira com a China, onde hoje é a República Autônoma de Altai. O planalto, parte das estepes da Eurásia, é caracterizado por um clima árido e severo. A área é conhecida pela população local como a “segunda camada do céu”, um degrau acima das pessoas e eventos comuns. Os pastores de Altai dos dias atuais ainda trazem suas ovelhas e cavalos para o planalto durante o inverno porque o vento forte remove a neve da grama e fornece pastagens para os animais, apesar das temperaturas congelantes.

## Descoberta e escavação

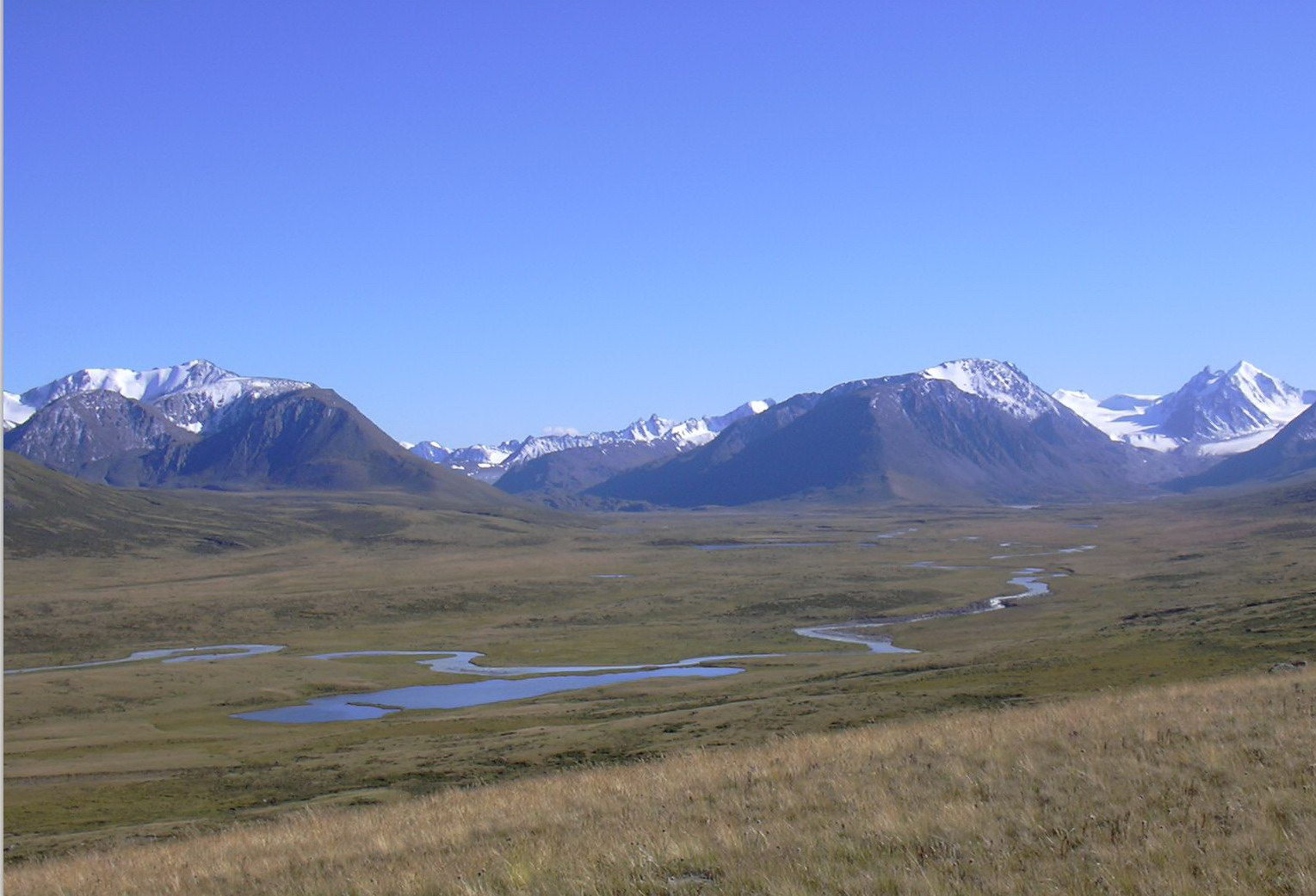
Planalto Ukok

Polosmak e sua equipe foram guiadas por um guarda de fronteira, o tenente Mikhail Chepanov, a um grupo de kurgans localizado em uma faixa de território disputada entre a Rússia e a China. Um kurgan é um túmulo preenchido com sedimentos menores e coberto com uma pilha de pedras; normalmente, o monte cobria uma câmara da tumba, que continha um sepultamento dentro de um caixão de madeira, com os pertences que o acompanhavam. Essas câmaras funerárias foram construídas com toras de madeira entalhada para formar uma pequena cabana, que pode ter se parecido com os abrigos de inverno dos semi-nômades. A câmara da tumba da Donzela de Gelo foi construída dessa maneira, e a madeira e outros materiais orgânicos presentes permitiram que seu enterro fosse datado. Uma amostra do núcleo das toras de sua câmara foi analisada por um dendrocronologista, e amostras de matéria orgânica dos estômagos dos cavalos também foram examinadas, indicando que a Donzela de Gelo foi enterrada na primavera, em algum momento durante o século V a.C.
Antes de Polosmak e sua tripulação chegarem à câmara da Donzela de Gelo, eles se depararam com um segundo mais tarde em um enterro no mesmo kurgan posicionado no topo da câmara da tumba de madeira da Donzela. O conteúdo incluía um caixão de pedra e madeira contendo um esqueleto, junto com três cavalos. Polosmak acredita que este enterro secundário foi de um grupo externo, talvez de povos subordinados, que consideraram honroso enterrar seus mortos em kurgans Pazyryk. Uma flecha cavada no kurgan indicava que este túmulo posterior havia sido roubado, outro meio pelo qual água e neve entravam e se infiltravam na câmara funerária oca da Donzela de Gelo. A água se acumulou, congelou e formou um bloco de gelo dentro da câmara que nunca derreteu totalmente por causa do clima de estepe, do permafrost e das rochas empilhadas no topo do monte que desviavam os raios do sol. O conteúdo do enterro permaneceu congelado por 2.400 anos, até o momento da escavação de Polosmak.

## Câmara da tumba
Dentro da câmara da tumba da Donzela estava seu caixão, que era feito de um tronco de árvore de lariço decorado com apliques de couro representando veados. A câmara também continha duas mesinhas de madeira com tampos em forma de bandeja, que serviam para servir comida e bebida. Carne de cavalo e carneiro foram colocados nas mesas; o resíduo de um produto lácteo, talvez iogurte, foi encontrado em um recipiente de madeira com cabo e agitador esculpidos; e algum tipo de bebida foi servido em um copo de chifre para sustentá-la em sua jornada.
A Donzela de Gelo e seus cavalos foram orientados com as cabeças para o leste, como era o caso em outros cemitérios Pazyryk. Ela tinha entre 20 e 30 anos na época de sua morte. A causa da morte da Donzela de Gelo era desconhecida até 2014, quando uma nova pesquisa sugeriu câncer de mama, combinado com ferimentos sofridos em uma queda, como prováveis culpados. A descoberta de cannabis em um recipiente próximo ao corpo levou à suposição de que a droga foi usada para aliviar a dor crônica que a mulher teria sofrido. Ela pode ter tido o status elevado de sacerdotisa em sua comunidade com base nos itens encontrados em sua câmara. A pele preservada da Donzela de Gelo tem a marca de uma tatuagem de cervo em estilo animal em um de seus ombros e outra em seu pulso e polegar. Ela foi enterrada com uma blusa tussah de seda amarela, uma saia de lã listrada carmesim e branco com um cinto de borla, leggings de feltro branco na altura da coxa, com uma pele de marta, um pequeno espelho feito de metal polido e madeira com figuras de veado esculpidas, e um cocar que media quase um metro de altura. O tamanho do toucado exigia um caixão com 2,5 metros de comprimento. O toucado tinha uma subestrutura de madeira com uma cobertura de feltro moldada e oito figuras felinas esculpidas revestidas de ouro. Havia restos de sementes de coentro em um prato de pedra que pode ter sido fornecido para uso medicinal da Donzela.

## Controvérsia
A escavação da Donzela do Gelo foi realizada com muito cuidado, embora em alguns aspectos tenha sido considerada problemática, devido aos métodos usados para derreter o gelo e remover os artefatos e o corpo do caixão. A múmia também sofreu deterioração durante seu transporte do local para o laboratório (mesmo quando ela estava em um espaço refrigerado), o que resultou no desbotamento de suas tatuagens. Após a descoberta da tumba, a múmia de gelo teria ópio com ela. 
Uma disputa se desenvolveu entre as autoridades russas e os habitantes locais em relação à Donzela de Gelo, enquanto a intelectualidade local a mitificou como a progenitora nômade do povo Altaian. No contexto de esforços mais amplos do governo da Federação Russa para minar a agência política regional e, como resultado, a soberania cultural dos Altai, a Donzela do Gelo tornou-se um símbolo focal da identidade altaiana. Um jornalista local descreveu o problema:
Às vezes é difícil falar abertamente sobre política, então a usamos [a donzela do gelo] como uma metáfora para discutir a difícil posição dos altaianos na Rússia. Reivindicá-la é reivindicar nossa terra.
Por 19 anos após sua descoberta, ela foi mantida principalmente em um instituto científico em Novosibirsk, mas em setembro de 2012, a múmia foi devolvida ao Altai, onde é mantida em um mausoléu especial no Museu Nacional Republicano na capital Gorno-Altaysk. As futuras escavações do local foram proibidas, embora se suspeite que mais artefatos estejam dentro da tumba.
A pesquisa de DNA pela Academia Russa de Ciências encontrou diferenças claras no material genético da Donzela do Gelo e das comunidades modernas de Altaian, o que levou os arqueólogos a alegar que a múmia era europeia e que Altaians eram migrantes recentes para a região. Isso foi usado como uma razão para manter a múmia em Novosibirsk, e em 2004 os arqueólogos que se recusaram a repatriar a Donzela de Gelo para Altai por causa de sua suposta herança europeia foram agraciados com o prestigioso Prêmio de Estado da Federação Russa. Afirmações sobre a ascendência europeia ou altaiana da Donzela de Gelo são, no entanto, consideradas produtos da identidade cultural indígena altaiana e da autonomia política que está sendo minada por um amplo nacionalismo "russo".

## Reconstituição facial
Em 2015 o taxidermista suíço Marcel Nyffenegger recriou a face da mulher à partir do crânio, à pedido do Museu Histórico do Palatinado em Speyer, Alemanha. Foi usado no procedimento materiais de taxidermia e plasticina, cobertos por silicone e uma resina de borracha, onde foi acrescentado sobrancelhas, cílios e 100 mil fios de cabelo.

## Na cultura popular
- Ledi, um poema de 2018 em livro do poeta canadense Kim Trainor, narra a controversa escavação da Donzela de Gelo.